# Quartz Composer
Quartz Composer è un linguaggio di programmazione visuale incluso negli Apple Developer Tools dedicati al sistema operativo Mac OS X Tiger. Il linguaggio è indirizzato alla realizzazione di effetti visivi basati sull'utilizzo di componenti modulari che vengono assemblati per realizzare composizioni anche molto complesse.
Quartz Composer utilizza OpenGL, Core Image, Core Video e altre tecnologie incluse nel sistema operativo macOS coniugandolo con un paradigma di programmazione visuale. Apple ha integrato la tecnologia Quartz Composer profondamente nel sistema operativo. Le composizioni create con Quartz Composer possono essere eseguiti da ogni applicativo che integra la tecnologia QuickTime. Questi applicativi richiedono il Mac OS X 10.4 dato che i componenti integrati da QuickTime sono disponibili da quella versione. Le composizioni possono essere integrate anche all'interno di classi Cocoa o Carbon. Dato che Quartz Composer fa un esteso uso di texture, accelerazione hardware e pixel shader per il suo utilizzo è raccomandata una scheda grafica recente e almeno 32 MB di VRAM.
Quartz Composer ha molte similarità con il programma Max/MSP sebbene questo venga principalmente utilizzato per mostrare degli effetti visiva associati a un flusso audio. La capacità dei componenti di gestire sorgenti esterni come flussi audio o MIDI all'interno del player QuickTime o di altre applicazioni QuickTime compatibili ha generato un grande interesse tra i VJ. Molti VJ utilizzano Quartz Composer per generare effetti video durante il mixing dei pezzi audio.
Pierre-Olivier Latour ha sviluppato la prima versione di Quartz Composer chiamata PixelShox Studio.